# Regionalna nogometna liga Zagreb 1981./82.
Regionalna nogometna liga Zagreb, također i kao Zagrebačka regionalna nogometna liga u sezoni 1981./82. je predstavljala ligu petog stupnja nogometnog prvenstva Jugoslavije. 
 
Sudjelovalo je 12 klubova, a prvak je bila "Moslavina" iz Kutine.

## Ljestvica
| mj. | klub                     | ut. | pob. | ner. | por. | gol+ | gol- | bod     |
| --- | ------------------------ | --- | ---- | ---- | ---- | ---- | ---- | ------- |
| 1.  | Moslavina Kutina         | 22  | 13   | 4    | 5    | 45   | 27   | 30      |
| 2.  | Metalac Zagreb           | 22  | 11   | 8    | 3    | 44   | 28   | 30      |
| 3.  | Končar Zagreb            | 22  | 12   | 4    | 6    | 32   | 19   | 28      |
| 4.  | Vatrogasac Brezova       | 22  | 10   | 5    | 7    | 34   | 34   | 25      |
| 5.  | Samobor                  | 22  | 11   | 2    | 9    | 38   | 31   | 24      |
| 6.  | Sloga Križ               | 22  | 8    | 7    | 7    | 38   | 34   | 23      |
| 7.  | Sloga Odra               | 22  | 7    | 8    | 7    | 33   | 26   | 22      |
| 8.  | Zagorac Krapina          | 22  | 8    | 7    | 7    | 40   | 30   | 21 (-2) |
| 9.  | Udarnik Kurilovec        | 22  | 9    | 3    | 10   | 40   | 42   | 21      |
| 10. | Ivančica Zlatar Bistrica | 22  | 7    | 2    | 13   | 34   | 56   | 16      |
| 11. | Chromos Zagreb           | 22  | 3    | 5    | 14   | 21   | 32   | 11      |
| 12. | Ivanić (Ivanić-Grad)     | 22  | 2    | 7    | 13   | 16   | 56   | 7 (-4)  |

- Kurilovec danas dio Velike Gorice
- "Moslavina" prvak zbog bolje gol-razlike

## Rezultatska križaljka
| kratica | klub                     | CHR | IVČ | IVI | KON | MET | MOS | SAM | SLOK | SLOO | UDA | VAT | ZAG |
| --- | ------------------------ | --- | --- | --- | --- | --- | --- | --- | ---- | ---- | --- | --- | --- |
| CHR | Chromos Zagreb           |     |     |     |     |     |     |     |      |      |     |     |     |
| IVČ | Ivančica Zlatar Bistrica |     |     |     |     |     |     |     |      |      |     |     |     |
| IVI | Ivanić (Ivanić-Grad)     |     |     |     |     |     |     |     |      |      |     |     |     |
| KON | Končar Zagreb            |     |     |     |     |     |     |     |      |      |     |     |     |
| MET | Metalac Zagreb           |     |     |     |     |     |     |     |      |      |     |     |     |
| MOS | Moslavina Kutina         |     | 6:0 |     |     |     |     |     |      |      |     |     |     |
| SAM | Samobor                  |     |     |     |     |     |     |     |      |      |     |     |     |
| SLOK | Sloga Križ               |     |     |     |     | 1:1 |     |     |      |      |     |     |     |
| SLOO | Sloga Odra               |     |     |     |     |     |     |     |      |      |     |     |     |
| UDA | Udarnik Kurilovec        |     |     |     |     |     |     |     |      |      |     |     |     |
| VAT | Vatrogasac Brezova       |     |     |     |     |     |     |     |      |      |     |     |     |
| ZAG | Zagorac Krapina          |     |     |     |     |     |     |     |      |      |     |     |     |
| |                          |     |     |     |     |     |     |     |      |      |     |     |     |
| podebljan rezultat - utakmice od 1. do 11. kola (1. utakmica između klubova) rezultat normalne debljine - utakmice od 12. do 22. kola (2. utakmica između klubova) rezultat nakošen - nije vidljiv redoslijed odigravanja međusobnih utakmica iz dostupnih izvora rezultat smanjen * - iz dostupnih izvora nije uočljiv domaćin susreta prekrižen rezultat - poništena ili brisana utakmica p - utakmica prekinuta 3:0 p.f. / 0:3 p.f. - rezultat 3:0 bez borbe |                          |     |     |     |     |     |     |     |      |      |     |     |     |

 Izvori:

## Kvalifikacije za Ligu Zagrebačke regije
Igrano u lipnju 1982. godine
| Jedinstvo Dvor na Uni |  | - |  | Moslavina Kutina |  | 1:1, 0:1 |  |

"Moslavina" se plasirala u Ligu Zagrebačke regije
 Izvori: 